# Нойберзька угода
Но́йберзька уго́да (нім. Neuberger Teilungsvertrag) — угода, укладена між австрійськими герцогами Альбрехтом III та Леопольдом III, що передбачала розподіл між ними володінь Габсбургів. Угоду було підписано 9 вересня 1379 року в місті Нойберг-ан-дер-Мюрц у Штирії.
Відповідно до Нойберзької угоди Альбрехт III отримував власне герцогство Австрію разом із штирійськими ленами у Верхній Австрії (долина Енсу, Штайр, Зальцкаммергут), а Леопольд III ставав правителем решти частин габсбурзької монархії: Штирії, Каринтії, Крайни, Істрії, Тіролю й Передньої Австрії. Угода суперечила постановам попередніх австрійських правителів Альбрехта II й Рудольфа IV, що забороняли розподіл володінь Габсбургів.
Нойберзька угода поділила Австрійську монархію між Альбертинською та Леопольдинською лініями габсбурзького дому та ознаменував початок тривалого періоду роздробленості в Австрії. Єдність держави було відновлено лише 1490 року.